# Lynn Gillespie
Lynn J. Gillespie is een Canadese botanica.
In 1978 behaalde ze haar B.Sc. in de biologie aan de Carleton University in Ottawa. In 1983 behaalde ze haar M.Sc. in de botanie aan de University of California, Davis. In 1988 behaalde ze aan dezelfde universiteit een Ph.D.
Tussen 1989 en 1991 was ze verbonden aan de afdeling botanie van het National Museum of Natural History (Smithsonian Institution). Ze verbleef voor dit museum een aantal maanden in het Hoogland van Guyana om planten te verzamelen ten behoeve van het programma Biological Diversity of the Guiana Shield.
Gillespie is als onderzoeker verbonden aan het Canadian Museum of Nature. Tevens is ze adjunct-hoogleraar aan de University of Ottawa en is ze verbonden aan het Committee on the Status of Endangered Wildlife in Canada (COSEWIC). Ze is lid van de American Society of Plant Taxonomists. Ze is gespecialiseerd in de flora van de Canadese Arctis, de (moleculaire) systematiek en evolutiebiologie van bedektzadigen en dan met name de wolfsmelkfamilie (Eurphorbiaceae) en beemdgras (Poa).
Voor de Flora of North America draagt Gillespie bij aan de beschrijving van de wolfsmelkfamilie. Ze heeft bijgedragen aan de cd-rom Flora of the Canadian Arctic Archipelago (2007), die de flora van de Canadese Arctische Eilanden behandelt.
Gillespie is (mede)auteur van artikelen in wetenschappelijke tijdschriften als Annals of the Missouri Botanical Garden, Biochemical Systematics and Ecology, Brittonia, Grana, Novon en Systematic Botany. Samen met W. Scott Armbruster is ze de auteur van A Contribution to the Guianan Flora: Dalechampia, Haematostemon, Omphalea, Pera, Plukenetia, and Tragia (Euphorbiaceae) With Notes on Subfamily Acalyphoideae (Smithsonian Institution Press, 1997).